# Vicálvaro
Vicálvaro es uno de los 21 distritos de Madrid (Comunidad de Madrid, España), situado en el este de la capital a 8 km del centro de la ciudad de Madrid y dividido administrativamente en 4 barrios: 
- Casco histórico de Vicálvaro (19.1): 35.519 habitantes (2023).
- Valdebernardo (19.2): 17.471 habitantes (2023).
- Valderrivas (19.3): 17.760 habitantes (2023).
- El Cañaveral (19.4): 13.054 habitantes (2023).

Limita al oeste con el distrito de Moratalaz (a través de la carretera M-40), al norte con el de San Blas-Canillejas (a través de la M-40, la carretera de Canillejas a Vicálvaro, la radial R-3 y la carretera de Vicálvaro a Coslada), al sur con Puente de Vallecas y Villa de Vallecas (a través de la autovía A-3) y al este con los municipios de Coslada, San Fernando de Henares y Rivas-Vaciamadrid.
El mayor yacimiento de sepiolita que se explota en el mundo está en Vicálvaro a los pies del cerro de Almodóvar, lugar donde se ha encontrado un rico yacimiento de utensilios de sílex tallados del paleolítico, de más de 200 000 años.
Actualmente es el distrito de Madrid que tiene mayores perspectivas de crecimiento poblacional, ya que en él se encuentran los desarrollos urbanísticos de Los Berrocales y Los Ahijones (hoy incluidos en el barrio del casco histórico) y Los Cerros (hoy en El Cañaveral).

## Historia
Paleolítico medio 125 000-40 000 a. C.: Se han encontrado yacimientos prehistóricos correspondientes a Jano cercanos al actual núcleo de población de Vicálvaro. Concretamente en los alrededores de la antigua fábrica de ladrillos, en el Apeadero y en el cerro del Almodóvar.
Neolítico: Los trabajos arqueológicos de Casa montero empezaron en los meses de julio y agosto de 2003, encontrándose restos de una industria lítica. Se han localizado más de 2600 fosas de diferentes profundidades, por los restos cerámicos encontrados se ha llegado a concretar que pertenece al neolítico antiguo de la meseta (hace más de 7000 años).
La Edad de los Metales 8000-3000 a. C.: Existieron yacimientos de bronce y hierro en las cercanías del cerro de Almodóvar.
La época musulmana: La existencia y denominación árabe del cerro del Almodóvar (antigua atalaya militar musulmana) así como Ambroz, permite aventurar la presencia de población musulmana en Moratalaz, Vicálvaro y Vallecas a lo largo de varios siglos.
El documento más antiguo que existe, en el que se menciona Vicálvaro, data de 1352, y está en el Archivo del Vaticano. Versa sobre el pago del diezmo a la iglesia por parte de los vicalvareños.
En 1664 Vicálvaro es vendido al almirante de la Armada Real Francisco Díaz Pimienta. El hecho tiene su explicación: la carencia y necesidad de medios económicos por parte de La Corte. La oposición masiva de los vecinos que cuenta con el apoyo decidido del Consejo de La Villa hacen finalmente fracasar la operación. El Concejo municipal madrileño alega contra la disposición Real: " Grave perjuicio que se sigue a la Corte de la enajenación de dicho lugar que es uno de los más principales que la abastecen de pan (que es la principal ocupación de aquellos vecinos ) y de otras cosas muy necesarias al alivio y comodidad por traerse de allí gran cantidad de carros que sirven a la limpieza en tiempos de necesidad.
En el siglo XVII (1751), se establece en Vicálvaro la Real Fábrica de Tejidos de San Fernando. Cuando la fábrica abandona el pueblo en 1770, el edificio pasa a albergar el Cuartel de Artillería. Actualmente, dicho edificio ha vuelto a cambiar de uso y es la sede del Campus de Vicálvaro de la Universidad Rey Juan Carlos.
En el siglo XVIII, la actividad agrícola de Vicálvaro se intensifica con la diversificación en la explotación del viñedo y la huerta. Se produce: trigo, cebada, garbanzos, algarrobas, avena, almortas, habas y guisantes. El ganado es mayoritariamente lanar.

### Edad Contemporánea
Por decreto Real del 28 de marzo de 1844, Isabel II crea la Guardia Civil. Vicálvaro será la primera sede de la Caballería de dicho cuerpo, convirtiéndose con Franco cuartel de artillería, de la división acorazada Brunete, regimiento N.º: 11. De 1878 a 1910 duran los trámites de expropiación para la construcción del cementerio de La Almudena en tierras de Vicálvaro, por ese motivo Vicálvaro pierde parte de su territorio al desgajarse de él los barrios de La Elipa y Las Ventas del Espíritu Santo. En 1854 Vicálvaro es escenario del levantamiento militar liderado por O'Donnell contra el gobierno nacional, que se conoció como "La Vicalvarada" en el parque que actualmente lleva dicho nombre.
En 1859 llega el ferrocarril a tierras vicalvareñas con la inauguración de la estación de Vicálvaro y del primer tramo de la prevista línea Madrid-Zaragoza. A finales de siglo se inauguró otro trazado ferroviario, el perteneciente al ferrocarril del Tajuña, que enlazaba Madrid con Arganda del Rey. A diferencia de lo que ocurría con la línea de Zaragoza, este segundo trazado era de vía estrecha. El ferrocarril del Tajuña llegó a contar en Vicálvaro con varias estaciones y de un empalme con la línea de ancho ibèrico. 

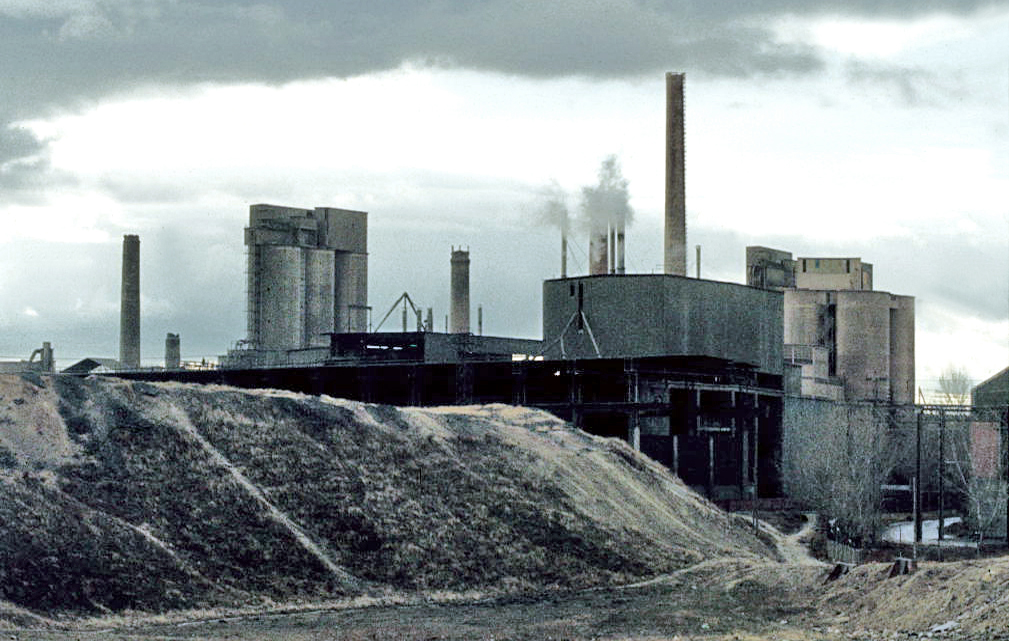
Fábrica de cemento Portland-Valderrivas, desaparecida hoy día, a comienzos de la década de 1980

En 1923 se funda la fábrica de cemento Portland Valderrivas perteneciente al Grupo Cementos Portland Valderrivas, siendo su mayor accionista y vicepresidenta Esther Koplowitz. Fue una de las principales fuentes de subsistencia de cientos de familias en Vicálvaro. Quedando reducido, hasta su cierre en 1998, a unas 90 000 t de hormigón al año.
Durante la Guerra Civil Vicálvaro está situado en zona republicana, que deja su huella con la construcción de búnkeres y trincheras entre Ambroz y Vallecas, de los que aún se conservan algunos restos. También se instalan refugios subterráneos en diversas partes del, antaño, pueblo. Varios vecinos fueron ejecutados durante y después de la contienda civil y gran parte de su patrimonio artístico destruido.
El 5 de marzo de 1944, un decreto estableció la segregación de los barrios de Ventas, Pueblo Nuevo, Bilbao, El Carmen y Moratalaz del municipio de Vicálvaro.
Perteneció al partido judicial de Alcalá de Henares hasta su desaparición como municipio en 1950. Se anexionó a Madrid en 1951, como parte del distrito de Vallecas y Ventas (1951) y al de Moratalaz (1971). Se convierte en distrito independiente en la reestructuración de 1987, aunque nunca recuperaría su territorio original. Posteriormente, el año 2000 se realizó un intercambio de terrenos con Coslada, y los años 2004 y 2019 realizó intercambios de terrenos con Rivas.

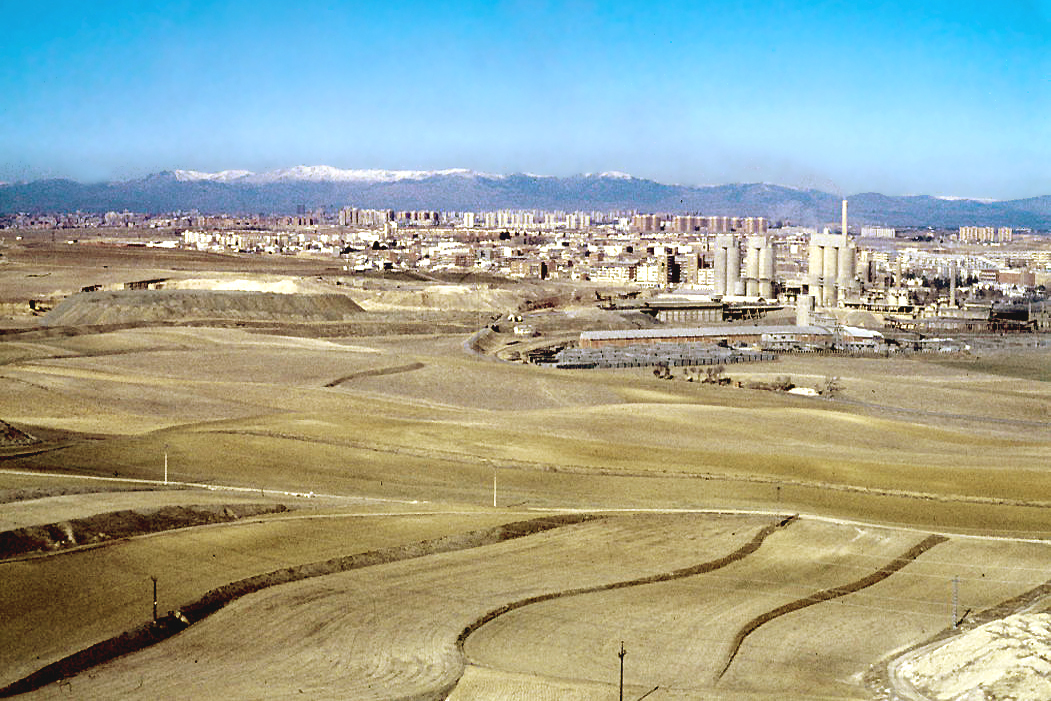
Vicálvaro en la década de 1970

En los años 1970 y 1980 el ocio en Vicálvaro corría a cargo de salas tan emblemáticas como Paraíso, Yedra, Tusset, Barrabás, Don Gonzalo, Sitel y Tucán, entre otras. Esta última, fue pionera en traer actuaciones de artistas conocidos de la época, entre las que cabe destacar a Los Chichos, los cuales actuaron en dos ocasiones o humoristas de la talla de Andrés Pajares. Más tarde, entre finales de los década de 1980 y la década de 1990, Vicálvaro amplió su oferta de ocio con infinidad de bares de copas, entre los que cabe destacar, La Mercería, Casa Babilonia, El Sausalito, La Dalia, El Pato Bolinga, El Último, El Joey, Vaccola, La Cosa Nostra, El Saloom, La Vieja Estación, Fashion o El Larga Vida, entre otros. Durante la primera mitad de la década de 1990 se llegaron a contabilizar cerca de noventa locales, la mayor parte de ellos estaban concentrados en el casco antiguo y aledaños, siendo uno de los barrios de Madrid con mayor número de bares por habitante. En la actualidad, apenas quedan abiertos algunos de estos locales.

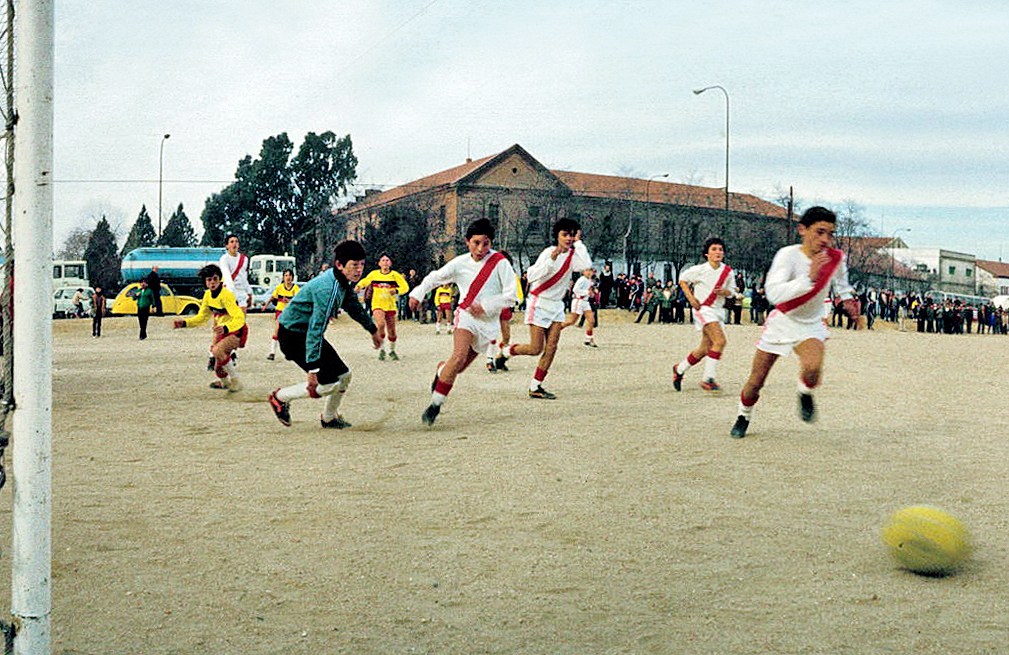
Niños jugando al fútbol a inicios de la década de 1980 en un solar junto al cuartel de artillería

Vicálvaro contó con uno de los cuarteles más importantes de artillería: el cuartel "Capitán Guiloche" en cuyas instalaciones albergaba el R.A.C.A 11 (Regimiento de Artillería de Campaña n.º 11) y el G.A.A.A.L 1 de la DAC Brunete n.º 1 (Grupo de Artillería Antiaérea Ligera n.º 1 de la DAC Brunete n.º 1). Este cuartel dio paso, tras su desmantelamiento, a un campus de la Universidad Rey Juan Carlos . En el año 1985 se inaugura el Instituto de Bachillerato Vicálvaro, denominado posteriormente IES "Joaquín Rodrigo"
En 1998, Vicálvaro recibe la llegada del Metro y se inaugura la Universidad Rey Juan Carlos, la cual, fue construida en el antiguo cuartel militar de artillería Capitán Guiloche y es la sede del Campus de la Facultad de Ciencias Jurídicas y Sociales (FCJS). En ese mismo año, se derriba la fábrica de cementos Portland Valderrivas, y se da paso al nuevo barrio "Valderrivas", nombre en honor a la fábrica.
En el año 2011, se hizo público el hallazgo de la mayor necrópolis visigoda, encontrada en España. Ha sido excavada en un valle situado en Vicálvaro, entre Vallecas y Mejorada del Campo

## Etimología
No se conoce con seguridad el origen del topónimo Vicálvaro. En la actualidad existen dos hipótesis en cuanto a su origen:[cita requerida]
VICUS ALVAR: Lugar o casa de Alvar. Esta hipótesis está apoyada ante la posibilidad de que el lugar fuera en su origen un señorío particular.[cita requerida]
VICUS ALBUS: o " Lugar Blanco" en latín, debido a la existencia de canteras de yeso que explotaban desde antiguo.[cita requerida]

## Lugares de interés

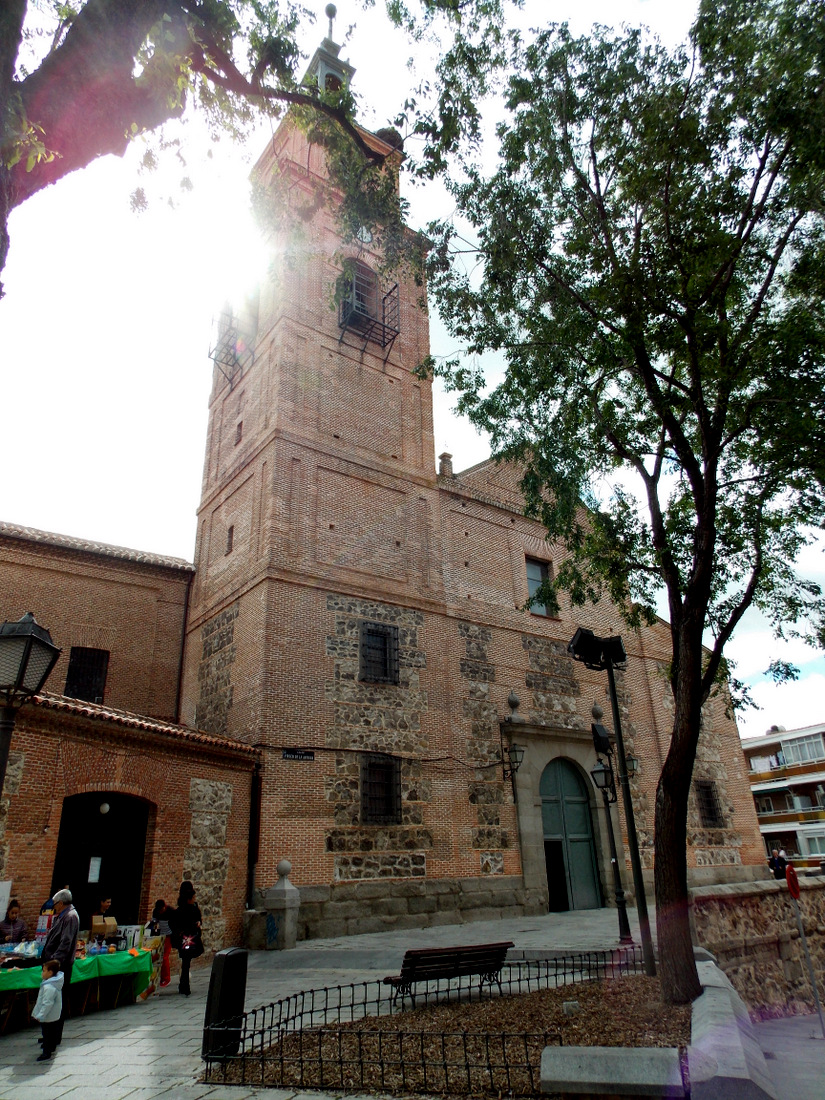
Iglesia de Santa María de la Antigua de Vicálvaro

Parroquia de Santa María de la Antigua: Se construyó en el siglo XVI y se amplió en el XVII. Es un bonito edificio de estilo barroco, de ladrillo castellano, muy amplio, con tres naves, y una espigada torre. Su interior, que fue destruido totalmente en 1936, es también de decoración barroca. Tras algunas reformas anteriores, en la década de 1990 la iglesia recuperó su esplendor original gracias a una cuidada restauración. En cuanto a su interior, que tras la guerra había quedado bastante vacío y pobre, en 1996 se creó una plataforma "Pro-retablo", formada por varios colectivos, y que tenía como propósito construir un retablo nuevo tan grandioso como el que en su día hubo, para dar a la iglesia la decoración y recuperación histórica que se merece. El proyecto se hizo realidad en 1999, y hoy en día, Vicálvaro vuelve a contar con un gran retablo barroco.
El centro neurálgico del casco antiguo de Vicálvaro es la plaza de Don Antonio de Andrés. Este importante y popular médico vicalvareño da nombre a esta plaza de forma irregular y que continúa siendo punto de encuentro de muchos vecinos.
Otros monumentos: ermita de la Soledad. Cruz del Cristo de la Guía (siglo XVII) y pila bautismal de Ambroz: en la parroquia del Cristo de la Guía. Restos de la verja del palacio del duque de Sevillano.
Museo de Vicálvaro (Sede asociación Vicus Albus)
Parque Temático de la Naturaleza, Faunia en Valdebernardo.
Parque de la Vicalvarada. Allí se encuentra el Monumento por la Paz y el Desarme.

## División administrativa
Administrativamente, Vicálvaro está dividido en cuatro barrios: casco histórico de Vicálvaro, Valdebernardo, Valderrivas y El Cañaveral.
- Casco histórico de Vicálvaro: incluye el casco antiguo del lo que fue hasta 1951 un municipio independiente de Madrid, así como las zonas (conocidas entre los vicalvareños con el nombre de poblados, colonias o barrios) de San Juan, Mil Viviendas, Las Cruces y Anillo Verde. Todo esto forma parte del antiguo barrio de Ambroz y hoy parte del barrio de casco histórico de Vicálvaro.
- Valdebernardo: este barrio se encuentra al oeste del distrito, y fue construido fundamentalmente en los años 1990.
- Valderrivas: de más reciente creación (1998), ubicado en los terrenos anteriormente ocupados por la cementera (1923-1998) Cementos Portland Valderrivas, que vendió las propiedades (40 % del total del terreno se recalificó como urbanizable, Portland se encargó de su construcción) y trasladó su proceso productivo a Morata de Tajuña debido a las ordenanzas municipales y también cuestiones ambientales de localización, que mantenían la necesidad del desplazamiento a otro municipio, derrumbando con ella la chimenea que fue símbolo del paisaje fotográfico de Vicálvaro durante décadas. El nuevo barrio ha sido el causante del incremento de la población en el distrito y de su rejuvenecimiento generacional, además incluye también la zona conocida como La Catalana, próximo a los límites con el término municipal de Coslada.
- El Cañaveral: este barrio inició sus obras de construcción en septiembre de 2006. Se prevé la construcción de 14 000 viviendas en total, la mitad públicas. Parte de él aún se encuentra en fase de desarrollo urbanístico.

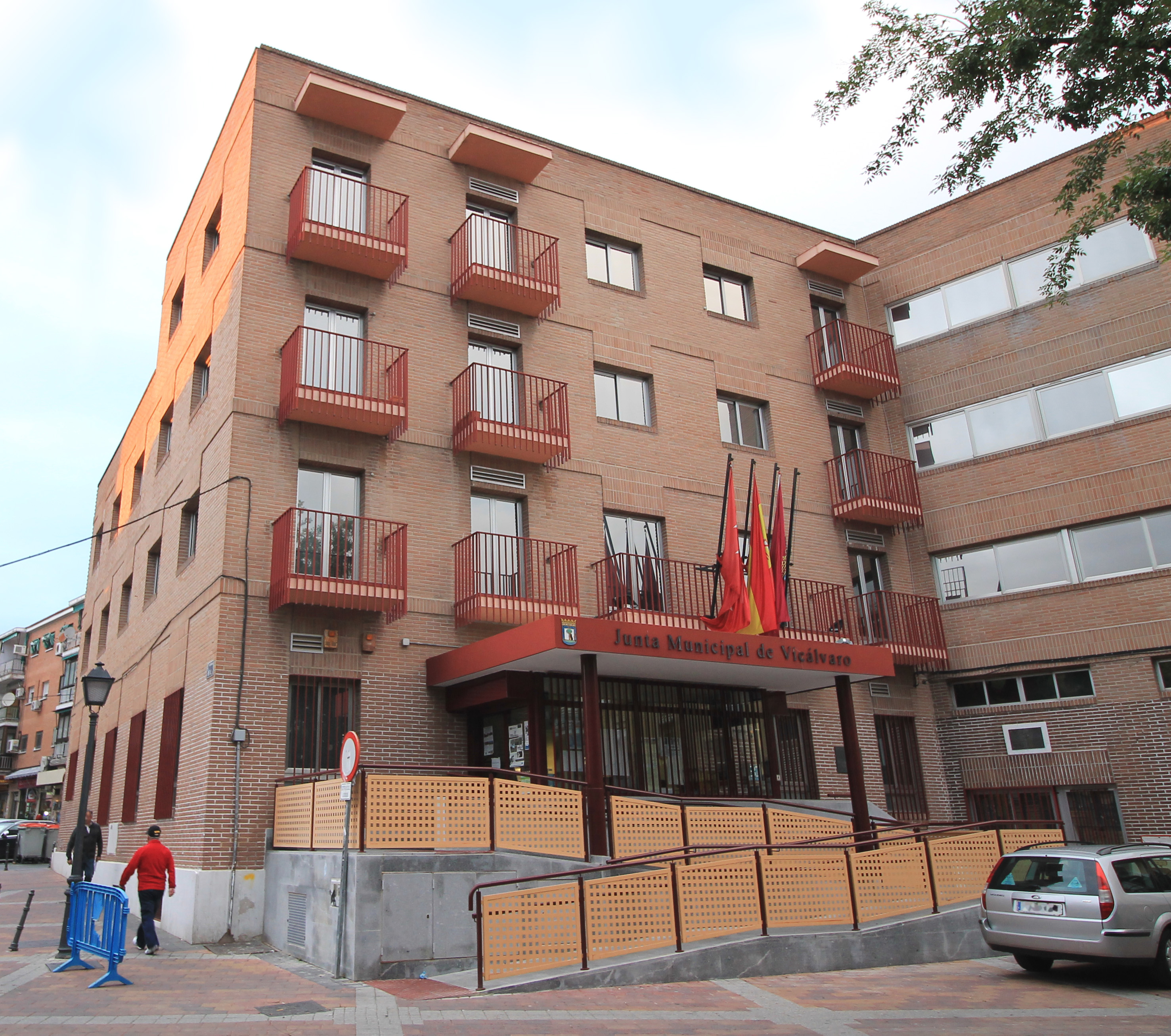
Junta municipal de Vicálvaro

A estos cuatro barrios, hay que sumar el polígono industrial de Vicálvaro, así como otros núcleos de población que, construidos sobre terrenos pertenecientes al distrito, están más cercanos al casco urbano de Coslada y Rivas-Vaciamadrid que al resto de zonas urbanas de Vicálvaro. Algunos de estos núcleos se han ido incorporando a dichos municipios merced a acuerdos entre el Ayuntamiento de Madrid y los consistorios de los citados municipios.
Asimismo, el distrito cuenta con una enorme extensión de terrenos sin urbanizar. Estos terrenos, de naturaleza rústica hasta 1989, fueron declarados urbanizables en el Plan General de Ordenación Urbana aprobado en dicho año. Posteriormente paralizados por la crisis económica, actualmente, se encuentran en proceso de urbanización tres nuevos barrios en el distrito de Vicálvaro, que pasará así a ser uno de los más poblados de la capital madrileña. Estos futuros barrios son:
- Los Berrocales: 22.000 viviendas previstas.
- Los Ahijones: 18.000 viviendas previstas.
- Los Cerros: 14.000 viviendas previstas.

## Demografía
| Gráfica de evolución demográfica de Vicálvaro entre 1842 y 1940 |
| |
| Población de derecho según los censos de población del INE Población de hecho según los censos de población del INEEn este censo se denominaba Vicálbaro: 1857 Entre el censo de 1950 y el anterior, este municipio desaparece porque se integra en el municipio 28079 (Madrid) |

## Transportes

### Cercanías
Una única estación se encuentra dentro del distrito, Vicálvaro, situada al este del mismo junto a la Gran Vía del Este. Pasan por ella las líneas C-2, C-7 y C-8 de Cercanías Madrid. A su vez, la estación sirve de intercambiador de metro con la estación del nombre Puerta de Arganda, dentro de la línea 9 del Metro de Madrid, y con las líneas 4,71 y E3 de la EMT.

### Metro de Madrid
El distrito se comunica mediante una única línea de metro:
- Línea 9: discurre bajo los bulevares José Prat e Indalecio Prieto, el Camino Viejo de Vicálvaro y la calle San Cipriano con cuatro estaciones dentro del mismo: Valdebernardo, Vicálvaro, San Cipriano y Puerta de Arganda.

### Autobuses
Dentro de la red de la Empresa Municipal de Transportes de Madrid, las siguientes líneas prestan servicio a barrios de este distrito:
| línea | vías cubiertas sentido ida | vías cubiertas sentido vuelta |
| ----- | --- | --- |
| 4     | Avda. Canillejas a Vicálvaro, Pza. Vicalvarada, Pº Artilleros, Calahorra, Avda. de Daroca, San Cipriano                                                                                            | San Cipriano, Avda. de Daroca, Casalarreina, Avda. Canillejas a Vicálvaro |
| 8     | Bulevar José Prat, Copérnico, Bulevar Indalecio Prieto, Juglares, Tren de Arganda | Tren de Arganda, Bulevar Indalecio Prieto, Copérnico, Bulevar José Prat |
| 71    | Bulevar José Prat, Copérnico, Bulevar Indalecio Prieto, Tren de Arganda, Cordel de Pavones, Bulevar José Prat, Avda. Comunidades, Minerva, San Cipriano                                            | Bulevar José Prat, Copérnico, Bulevar Indalecio Prieto, Tren de Arganda, Cordel de Pavones, Bulevar José Prat, Avda. Comunidades, Minerva, San Cipriano                                            |
| 100   | Cº Viejo de Vicálvaro, Casalarreina, Avda. de Daroca, Pº Artilleros, Villablanca, Gran Vía del Este, Minerva                                                                                       | Minerva, Marmolina, Gran Vía del Este, Villablanca, Pza. Vicalvarada, Pº Artilleros, Avda. de Daroca, Calahorra, Cº Viejo de Vicálvaro                                                             |
| 106   | Avda. Canillejas a Vicálvaro, Pza. Vicalvarada, Pº Artilleros, Calahorra, Avda. de Daroca, San Cipriano, Forges, Villablanca, Abad Juan Catalán, Carretera de Vicálvaro a la Estación de O'Donnell | Avda. Canillejas a Vicálvaro, Pza. Vicalvarada, Pº Artilleros, Calahorra, Avda. de Daroca, San Cipriano, Forges, Villablanca, Abad Juan Catalán, Carretera de Vicálvaro a la Estación de O'Donnell |
| 130   | Bulevar José Prat, Bulevar Indalecio Prieto, Casalarreina, Avda. de Daroca, Pº Artilleros | Pº Artilleros, Calahorra, Cº Viejo de Vicálvaro, Tren de Arganda, Bulevar Indalecio Prieto, Bulevar José Prat                                                                                      |
| 159   | Av. Canillejas a Vicálvaro, Pza. Vicalvarada, Villablanca, Boyer, Miguel Delibes, Victoria Kent, Luis Ocaña, Alcalde Andrés Madrid Dávila                                                          | Av. Canillejas a Vicálvaro, Pza. Vicalvarada, Villablanca, Boyer, Miguel Delibes, Victoria Kent, Luis Ocaña, Alcalde Andrés Madrid Dávila                                                          |
| SE718 | San Cipriano, Pirotecnia, Carretera M-203 | San Cipriano, Pirotecnia, Carretera M-203 |
| E3    | Avda. Daroca, San Cipriano, Gran Vía del Este, Minerva | Avda. Daroca, San Cipriano, Gran Vía del Este, Minerva |
| E4    | Bulevar José Prat, Ladera de los Almendros, Poetas, Cordel del Pavones | Cordel de Pavones, Bulevar José Prat |
| E5    | Avda. Daroca, San Cipriano, Gran Vía del Este, Boyer, Miguel Delibes, Blas de Lezo | Avda. Daroca, San Cipriano, Gran Vía del Este, Boyer, Miguel Delibes, Blas de Lezo |
| T23   | Gran Vía del Este, Rivas, Avda. del Parque | Gran Vía del Este, Rivas, Avda. del Parque |
| N6    | Avda. Canillejas a Vicálvaro, Pza. Vicalvarada, Villablanca, Boyer, Miguel Delibes, Blas de Lezo, Victoria Kent, Luis Ocaña, Alcalde Andrés Madrid Dávila                                          | Avda. Canillejas a Vicálvaro, Pza. Vicalvarada, Villablanca, Boyer, Miguel Delibes, Blas de Lezo, Victoria Kent, Luis Ocaña, Alcalde Andrés Madrid Dávila                                          |
| N7    | Avda. Canillejas a Vicálvaro, Pza. Vicalvarada, Calahorra, Avda. de Daroca, San Cipriano, Forges, Villablanca, Gran Vía del Este, Minerva                                                          | Avda. Canillejas a Vicálvaro, Pza. Vicalvarada, Calahorra, Avda. de Daroca, San Cipriano, Forges, Villablanca, Gran Vía del Este, Minerva                                                          |
| N8    | C° Viejo de Vicálvaro, Bulevar Indalecio Prieto, Bulevar José Prat | C° Viejo de Vicálvaro, Bulevar Indalecio Prieto, Bulevar José Prat |

### Carretera

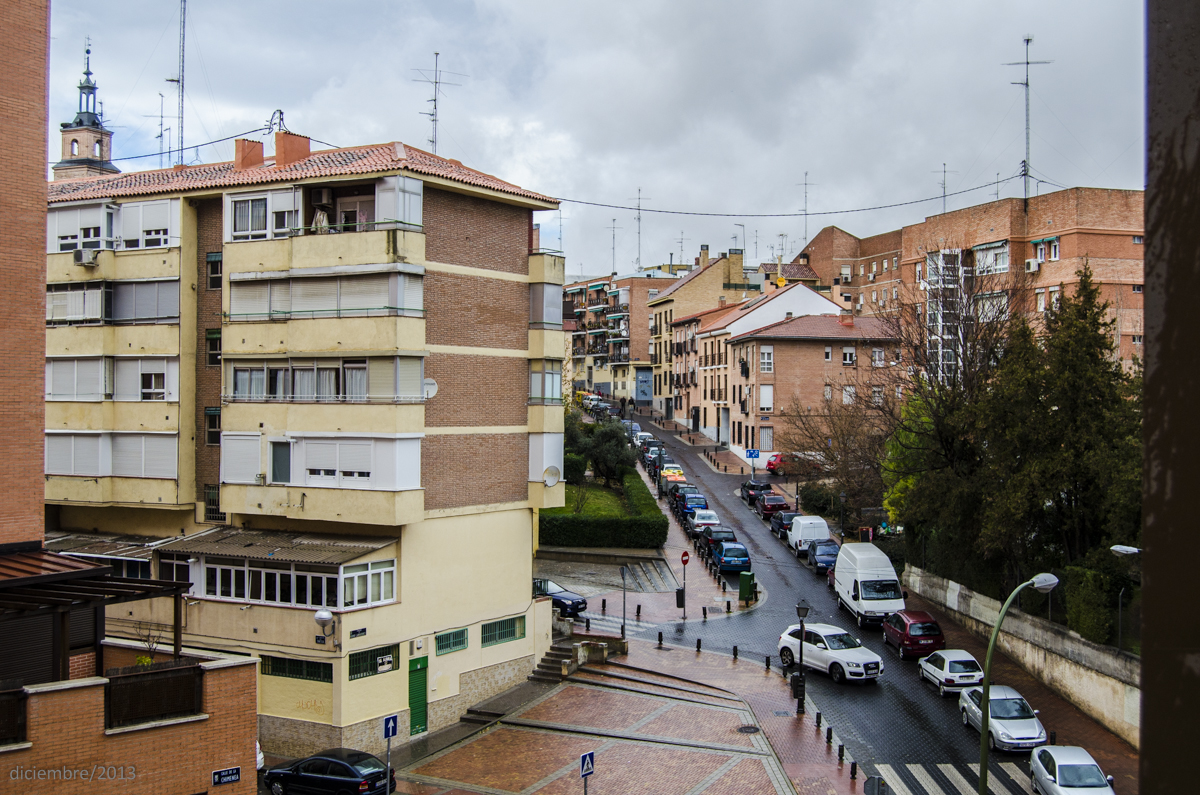
Calle Horno Labradores

El distrito se comunica por carretera por las siguientes vías:
- M-40: salida 12: carretera de Vicálvaro. Salida 14: avenida del Doctor García Tapia - Vicålvaro.
- A-3: salida 7: Vicálvaro - Valdebernardo.
- M-45: salida 20 ABC: Vallecas - Mejorada del Campo - Vicálvaro.
- M-203: carretera de Madrid a Mejorada del Campo y Alcalá de Henares.
- R-3: salida 1: San Blas - Vicálvaro.
- M-23 - Prolongación de O'Donnell: salida Vicálvaro.
- Carretera de Vicálvaro a la estación de O'Donnell: comunica Vicálvaro con la carretera M-201, el oeste de Coslada y el barrio de Rejas (San Blas-Canillejas).

## Educación

### Educación infantil, primaria y secundaria
En el distrito de Vicálvaro, hay 12 escuelas infantiles (3 públicas y 9 privadas), 7 colegios públicos de educación infantil y primaria, 3 institutos de educación secundaria y 4 colegios privados (con y sin concierto).

### Universidad Rey Juan Carlos
El Campus de Vicálvaro (Madrid) es la sede de la Facultad de Ciencias Jurídicas y Sociales (FCJS) de la Universidad Rey Juan Carlos desde 1998. Previamente fue la Universidad Complutense de Madrid la que durante ocho años estuvo compartiendo centro docente (Ramón Carande). Entre las instalaciones están un edificio de gestión, un aulario, un edificio departamental y una biblioteca.

## Festividades
Las fiestas del distrito tienen lugar el último fin de semana de junio (de jueves a domingo). 
También, impulsada y organizada por la Asociación Vecinal de Vicálvaro (antigua Asociación de Vecinos de Vicálvaro), se celebra la tradicional Hoguera de San Juan.
El 15 de agosto es la fiesta referente a la patrona de Vicálvaro: Santa María de la Antigua, que corresponde a la fiesta del pueblo de Vicálvaro y siempre se ha celebrado, a excepción de los años de la Guerra Civil.

## Política
Presidentes de distrito
- Antonio Romero (Partido Socialista Obrero Español) 1987-1989
- Venancio Mota (PP) 1989-1995 (entre 1989 y 1991 el Partido Popular llevaba el nombre de Alianza Popular)
- Carmen Torralba (PP) 1995-2015
- Carlos Sánchez Mato (IU) 2015-2019
- Martín Casariego Córdoba (Cs) 2019-2023
- Ángel Ramos Sánchez (PP) 2023-

| Partidos                 | Votos  | Porcentaje |
| ------------------------ | ------ | ---------- |
| PSOE                     | 12 241 | 32.51 %    |
| PP                       | 6762   | 17.96 %    |
| Podemos-IU               | 6116   | 16.24 %    |
| Vox                      | 5474   | 14.54 %    |
| Cs                       | 3532   | 9.38 %     |
| Más País-Equo            | 2692   | 7.15 %     |
| PACMA                    | 338    | 0.9 %      |
| Recortes Cero-GV-PCAS-TC | 54     | 0.14 %     |
| PUM+J                    | 49     | 0.13 %     |
| PH                       | 31     | 0.08 %     |
| PCTE                     | 28     | 0.07 %     |
| PCPE                     | 21     | 0.06 %     |